# Tila al-Ali
Tila al-Ali (en árabe, خلدا و تلاع العلي ) es una ciudad en la gobernación de Amán, en Jordania. Tiene una población de 186.158 habitantes (censo de 2015). Se encuentra al norte de Amán de cuya área metropolitana forma parte. 